# Сидерический день
Сидерический день (от лат. sidus, родительный падеж sideris — созвездие) — промежуток времени, в течение которого планета (астероид, комета) совершает один полный оборот вокруг своей оси. Для Земли сидерический день равен 23 часам 56 минутам 4,09054 секундам (86164,09054 сек), то есть примерно на 4 минуты меньше среднего солнечного дня.